# Sieniawscy herbu Leliwa

Herb Leliwa

Sieniawscy – polski ród magnacki herbu Leliwa, jedna z najważniejszych i najbogatszych rodzin magnackich w Rzeczypospolitej Obojga Narodów. Rodzina spokrewniona jest z takimi rodami jak: Lubomirscy, Potoccy, Radziwiłłowie, Czartoryscy czy Chodkiewiczowie. 
Rodzina posiadająca obszerne dobra w województwie ruskim. W 1530 założyli Brzeżany, a w 1554 zbudowali tam zamek. Jej przedstawiciele przez wiele pokoleń osiągali godności senatorskie w I Rzeczypospolitej. Rodzina wniosła rozległe dobra rodzinie Czartoryskich za sprawą małżeństwa Zofii Sieniawskiej z Augustem Aleksandrem Czartoryskim.
Rodzina była właścicielem setek tysięcy hektarów ziemi oraz kilkudziesięciu zamków/pałaców, ponad to byli w posiadaniu kilku miast m.in. Brzeżan, czy Sieniawy. Sieniawscy władali Pałacem w Wilanowie – kupionym przez Elżbietę Helenę Sieniawską od rodziny Sobieskich.

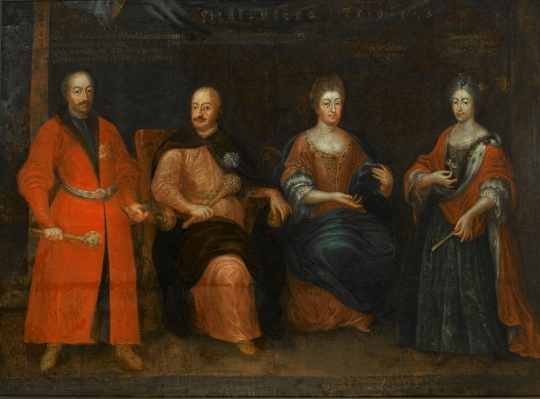
Portret rodziny Sieniawskich, pierwszy z lewej Stanisław Ernest Denhoff, ówczesny mąż Marii Zofii z Sieniawskich, następnie Adam Mikołaj Sieniawski wraz z małżonką- Elżbietą. Czwarta z kolei- Maria Zofia Sieniawska. Z kolekcji Muzeum Pałacu w Wilanowie.

## Do najważniejszych przedstawicieli rodu należeli

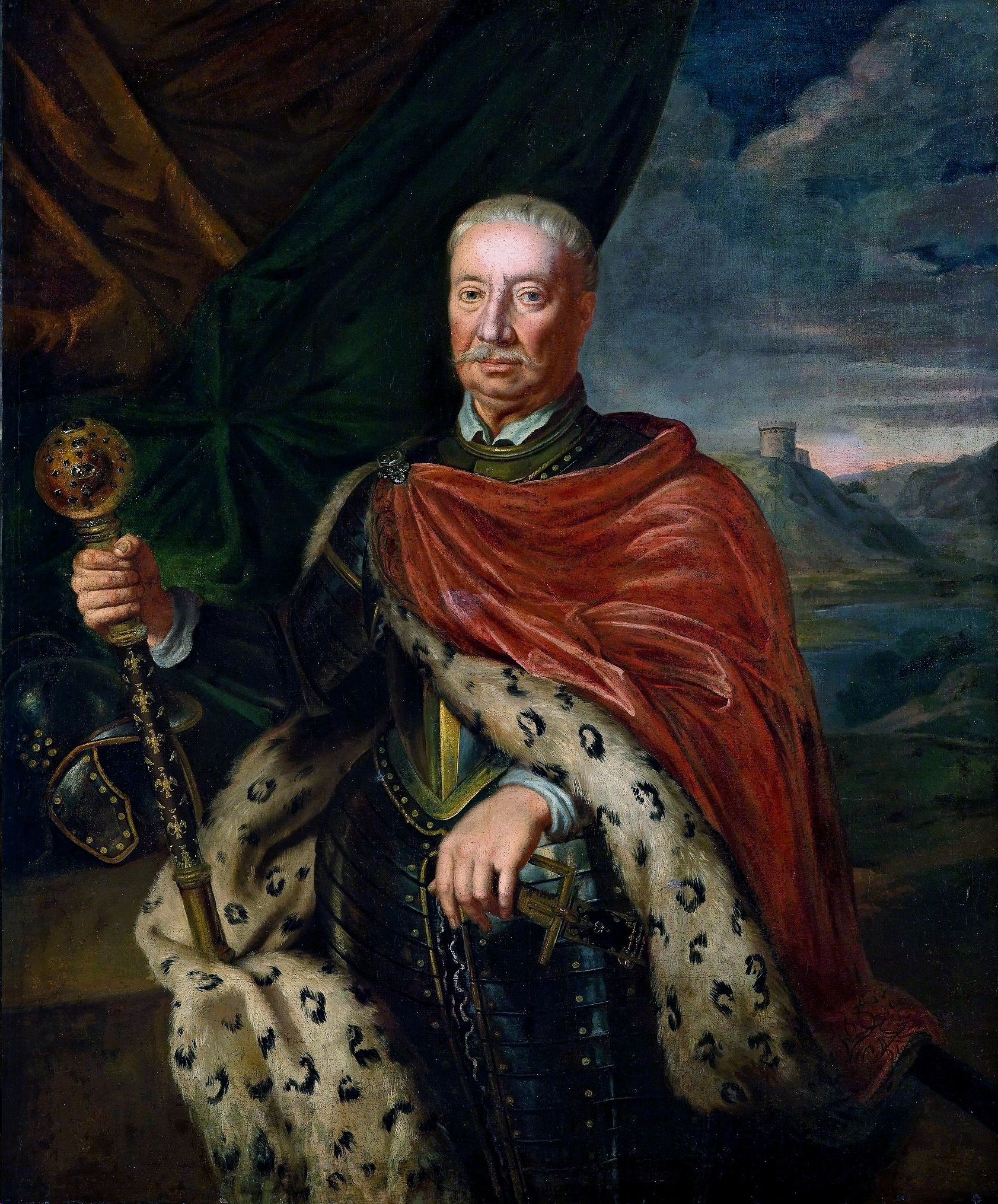
Adam Mikołaj Sieniawski, hetman polny koronny w latach 1702–1706, a następnie hetman wielki koronny 1706–1726, wojewoda bełski w latach 1692–1710, kasztelan krakowski (1710), twórca rodzinnej potęgi.

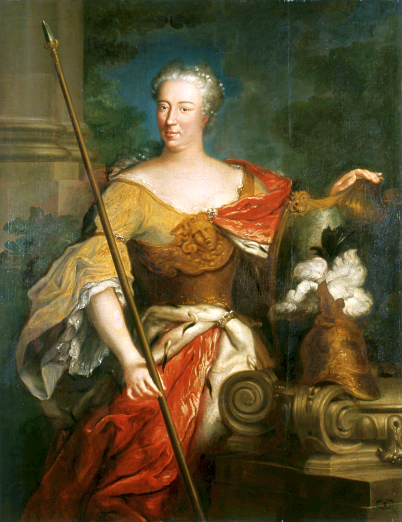
Elżbieta H. z Lubomirskich Sieniawska (1669–1729) – dwórka królowej Marii Kazimiery. Od 1687 żona Adama M. Sieniawskiego – później m.in. hetmana wielkiego koronnego. Córka Stanisława Herak Lubomirskiego i Zofii Opalińskiej.

Mikołaj Hieronim Sieniawski herbu Leliwa (ur. 1645, zm. 15 grudnia 1683) – hetman polny koronny. Hrabia na Szkłowie i Myszy, starosta generalny ruski w latach 1679–1683.

## Rezydencje rodziny
Do największych posiadłości rodu należały między innymi:

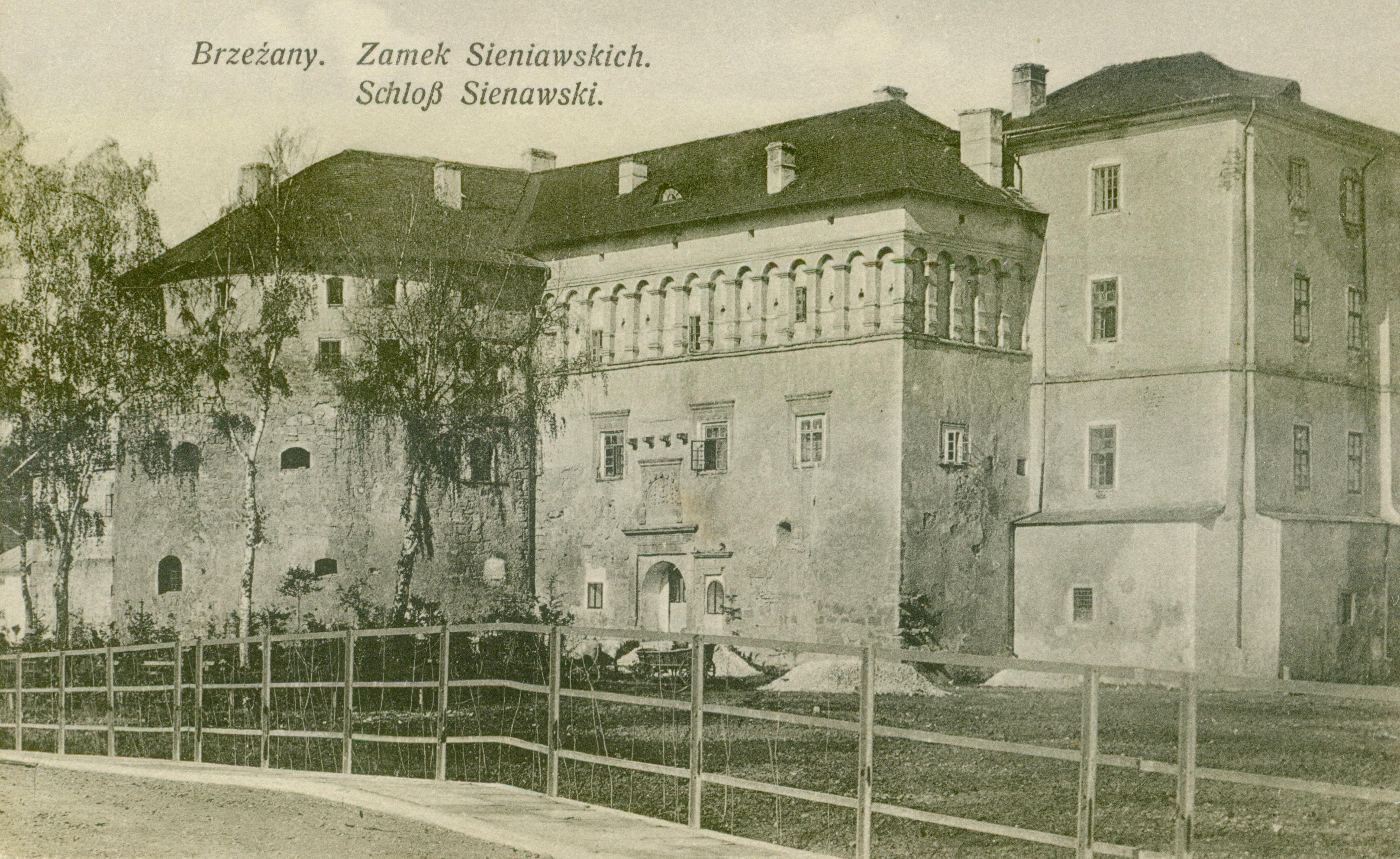
Miasto i Zamek w Brzeżanach

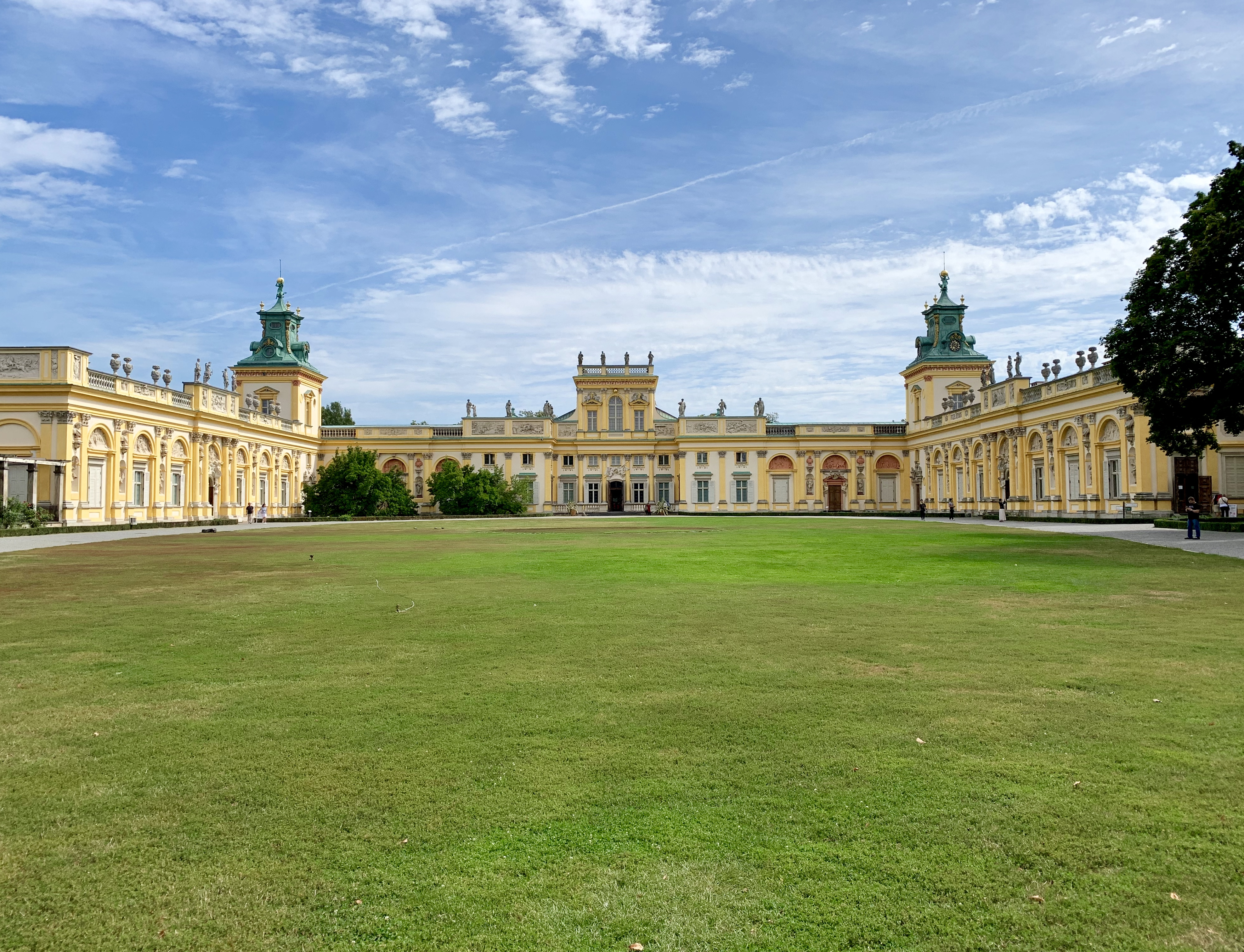
Pałac w Wilanowie

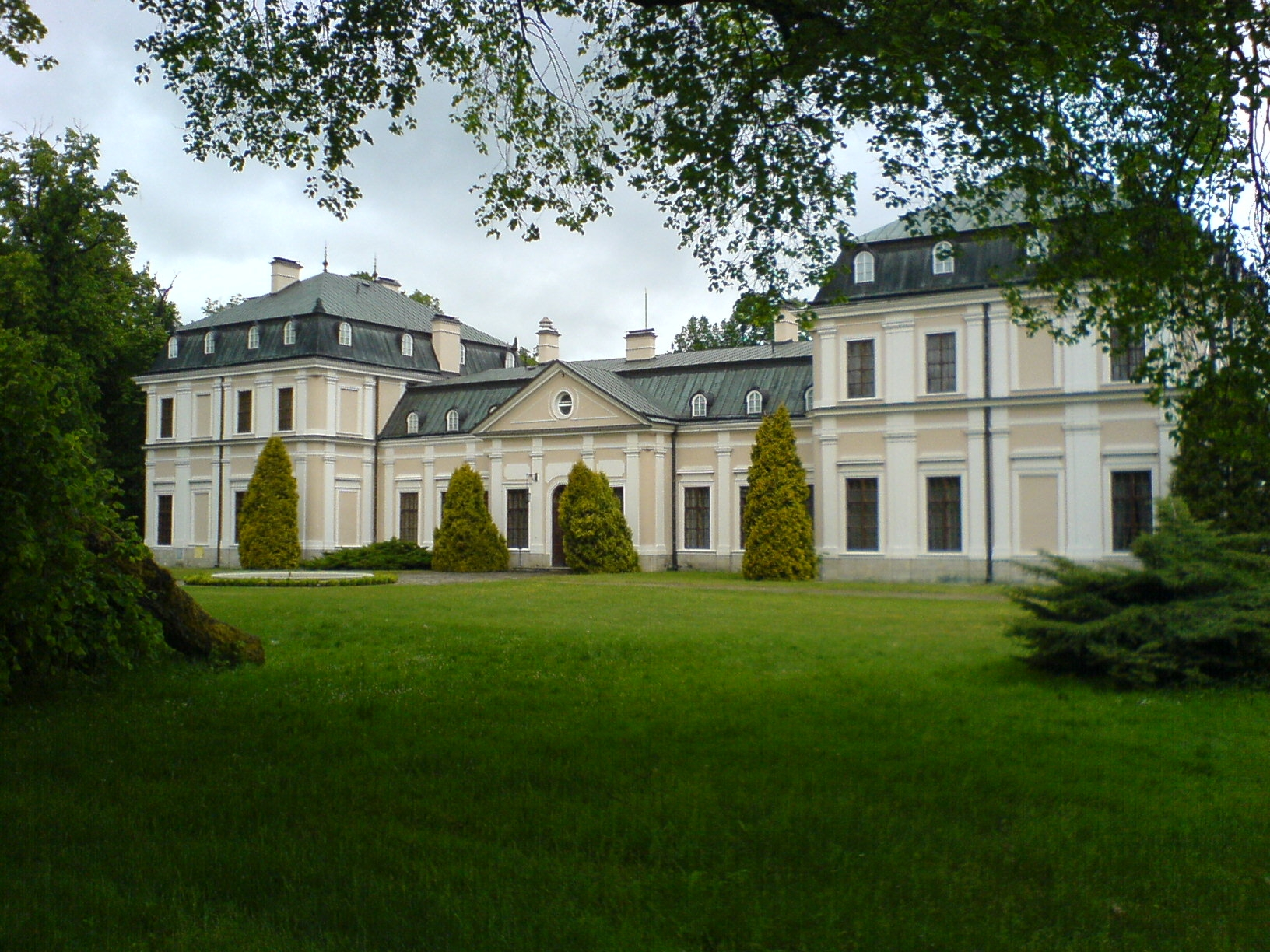
Miasto i Pałac w Sieniawie

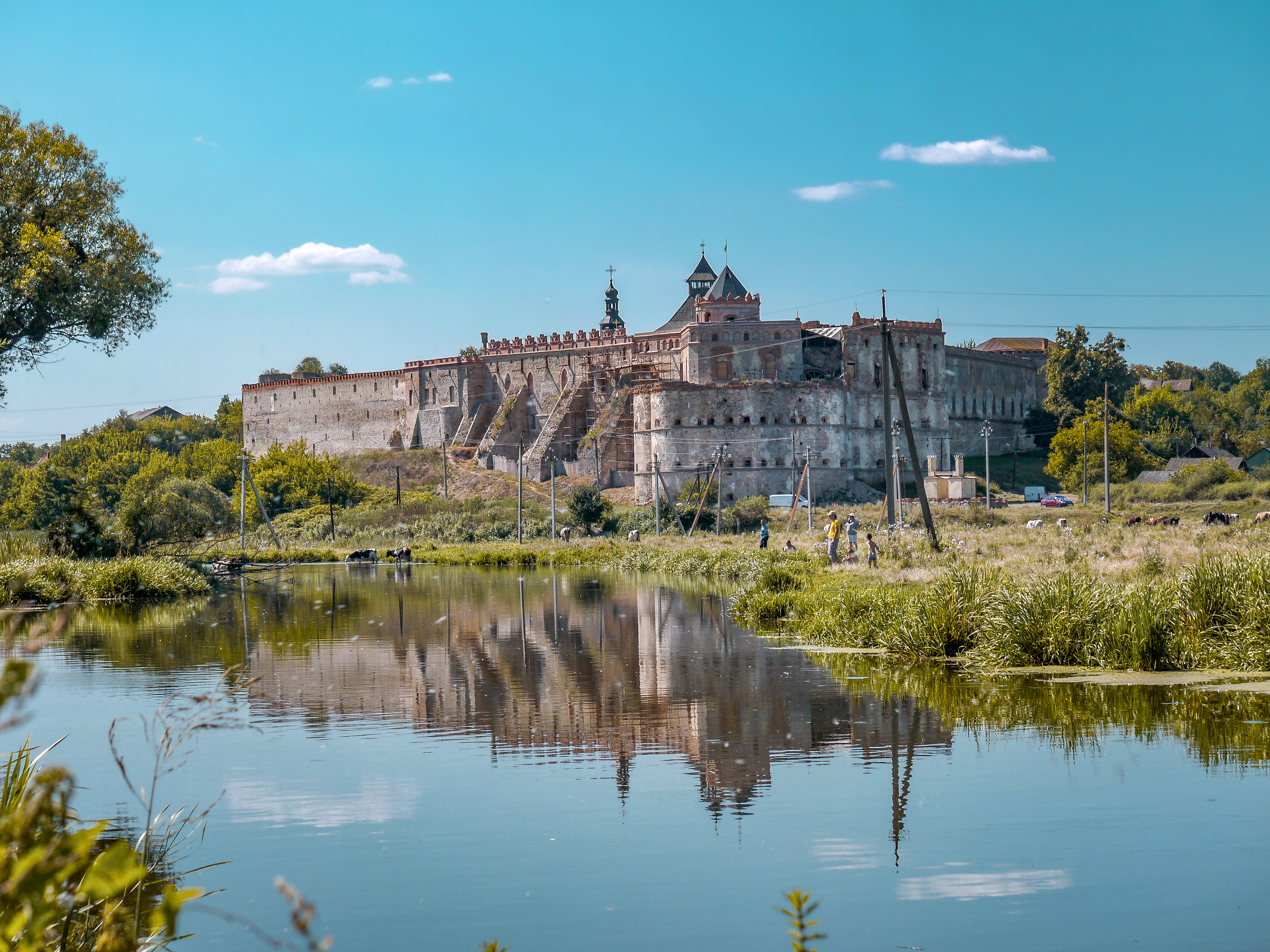
Zamek w Międzybożu

## Wywód genealogiczny
- Gunter Sieniawski (zm. ok. 1494), sędzia ziemski lwowski
  - Rafał Sieniawski (zm. 1518), sędzia ziemski lwowski, chorąży halicki (1503)
    - Mikołaj Sieniawski (1489–1569), hetman wielki koronny
      - Hieronim Jarosz Sieniawski (ok. 1516–1587), wojewoda ruski
        - Adam Hieronim Sieniawski (1576-1619), podczaszy koronny
          - Mikołaj Sieniawski (zm. 1636), podczaszy koronny, poseł
          - Prokop Sieniawski (1602–1626), chorąży nadworny koronny
            - Adam Hieronim Sieniawski (1623–1650), starosta lwowski (1648) pisarz polny koronny (1649)
              - Mikołaj Hieronim Sieniawski (1645–1683), hetman polny koronny
                - Adam Mikołaj Sieniawski (1666–1726), hetman wielki koronny i jego żona * Elżbieta Helena Sieniawska (1669-1729) hetmanowa wielka koronna
                  - Zofia Czartoryska z Sieniawskich (1699–1777), ostatnia z rodu żona najpierw Stanisława Ernesta Denhoffa, a od 1731 Augusta Czartoryskiego

                - Joanna Potocka z Sieniawskich, matka Mikołaja Bazylego Potockiego

      - Mikołaj Sieniawski (1520–1584) hetman polny koronny
      - Jan Sieniawski (zm. 1583)[1])
      - Rafał Sieniawski (zm. 1592), kasztelan kamieniecki (1589)

    - Aleksander Sieniawski (ok. 1490–1568), strażnik polny koronny
    - Prokop Sieniawski (chorąży koronny) (zm. 1566), stolnik lwowski
      - Prokop Sieniawski (marszałek) (zm. 1596), marszałek nadworny koronny (1595)
        - Zofia Sieniawska (1591-1629) ksieni benedyktynek w Sandomierzu